# Sergio Busquets
Sergio Busquets Burgos (født 16. juli 1988 i Sabadell, Spanien) er en spansk fodboldspiller, der spiller som defensiv midtbanespiller hos Major League Soccer-klubben Inter Miami i USA's egen fodboldliga.
Busquets har (pr. 30. juni 2013) spillet 63 kampe for Spaniens landshold, som han debuterede for 1. april 2009 i et opgør mod Tyrkiet. Han blev efterfølgende udtaget til VM i 2010 i Sydafrika, hvor spanierne tog titlen.

## Klubkarriere
Sergio Busquets debuterede for Barcelona´s førstehold i sæsonen 2008-09 mod Racing Santander på Camp Nou hvor kampen endte 1-1. Han var med til at vinde den historiske The Treble i samme sæson, hvor FC Barcelona var det første spanske hold nogensinde til at vinde den hjemlige liga, pokalturneringen og Champions League. Sæsonen efter blev FC Barcelona sendt ud i semifinalen af italienske Inter på samlet resultat af 3-2. I sæsonen 2010-11 vandt Barcelona den spanske La Liga foran ærkerivalerne Real Madrid.

## Titler
- 2008-09 Liga BBVA
- 2008-09 Copa del Rey
- 2008-09 Champions League
- 2009-10 Spanish Supercup
- 2009-10 FIFA Club World Cup
- 2009-10 European Super Cup
- 2009-10 Liga BBVA
- 2010 FIFA World Cup
- 2010-11 Spanish Supercup
- 2010-11 Champions League
- 2011 FIFA Club World Cup
- 2012-12 Liga BBVA
- 2012 FIFA Euro Cup
- 2012-13 Liga BBVA
- 2012-13 Spanish Supercup
- 2014-15 Liga BBVA
- 2014-15 Copa del Rey
- 2014-15 UEFA Champions League
- 2015 FIFA Club World Cup
- 2015-16 Liga BBVA
- 2015-16 Copa del Rey
- 2015-16 Spanish Supercup
- 2017-18 Liga BBVA
- 2017-18 Copa del Rey
- 2018-19 Liga BBVA
- 2020-21 Copa del Rey
- 2023 Leagues Cup